# 13724 Schwehm
13724 Schwehm è un asteroide della fascia principale. Scoperto nel 1998, presenta un'orbita caratterizzata da un semiasse maggiore pari a 2,3425757 UA e da un'eccentricità di 0,1937304, inclinata di 1,32767° rispetto all'eclittica.